# Agnes Pfrang
Agnes Pfrang (* 1979 in Würzburg) ist eine deutsche Pädagogin und Hochschullehrerin.

## Leben
Sie erwarb 1998 die fachgebundene Hochschulreife (A-Levels) am King’s College Taunton. Das Studium (1999–2004) der Pädagogik an der Julius-Maximilians-Universität Würzburg und das Studium (2002–2005) auf Lehramt an Grundschulen (Unterrichtsfach Sozialkunde) in Würzburg schloss 2010 mit der Promotion im Fach Pädagogik ab. Von 2011 bis 2019 war sie wissenschaftliche Mitarbeiterin an der KU Eichstätt-Ingolstadt am Lehrstuhl für Grundschulpädagogik und Grundschuldidaktik, am Lehrstuhl für Bildungsphilosophie und Systematische Pädagogik und an der Professur für Kunstpädagogik und Kunstdidaktik. Sie übernahm Vertretungsprofessuren an der PH Ludwigsburg, an der Universität Koblenz-Landau und an der Universität Kassel. Von 2018 bis 2020 war sie wie schon in den Jahren 2005 bis 2010 als Grundschullehrerin in Augsburg tätig. Nach der 2019 erfolgten Erteilung der venia legendi für Pädagogik ist sie seit 2020 Professorin für Grundschulpädagogik an der Universität Erfurt. Seit Oktober 2021 ist sie Dekanin der Erziehungswissenschaftlichen Fakultät der Universität Erfurt.
Pfrang ist Mitglied in der Deutschen Gesellschaft für Erziehungswissenschaften und im Deutschen Hochschulverband. Für die Zeitschrift für Grundschulforschung ist sie als Gutachterin tätig.

## Schriften (Auswahl)
- Vergessen als bildendes Moment im Lernprozess. Würzburg 2010, ISBN 978-3-8260-4388-8.
- mit Petra Hiebl und Klaudia Schultheis: Mit Kindern ihre Grundschule gestalten. Berlin 2013, ISBN 3-589-03923-X.
- mit Klaudia Schultheis und Petra Hiebl (Hg.): Children's perspective on school, teaching and learning. Wien 2015, ISBN 978-3-643-90678-6.